# Christian Colbiørnsen
 Christian Colbiørnsen (født 29. januar 1749 på gården Sørum i Romerike, død 17. december 1814 i København) var en dansk-norsk jurist og embedsmand, der havde stor indflydelse på lovgivning indført sidst i 1700-tallet, vel at mærke love for hele Danmark-Norge. Han gik meget ind for frihed, men var også med til at begrænse pressefriheden. Hans bror, Jacob Edvard Colbiørnsen, var også jurist.

## Liv og gerning

### Baggrund og opvækst
Han var født på Sørumgård i Romerike i Norge samme dag som Christian VII, den 29. januar 1749 (efter en anden angivelse 1. februar). Han var sønnesøn af en broder til de navnkundige brødre Peder og Hans Colbjørnsen og til den berømte præstekone i Norderhov Anna Colbjørnsdatter. Hans fader, Colbjørn Jacobsen Colbjørnsen, var regimentskvartermester, men døde allerede i 1761. Moderen hed Anna Dorothea f. Røring (død 1773). En amtmand, Christian Petersen, en dansk født mand, der var fjernere besvogret med familien, tog sig af den 12-årige dreng, og efter at han havde ladet ham nogle år gå i latinskolen i Christiania, førte han ham ind i praktisk juridisk virksomhed. 

### Hurtig karriere i København
Omkring 1771 ses Colbjørnsen i København, hvor hans ældre broder Jacob Edvard Colbjørnsen var en anset sagfører. Først et par år senere blev Colbjørnsen indskrevet som student den 17. juli I773 og – hvad der må kaldes en eksempelløs kort akademisk bane – allerede 2 dage efter blev han juridisk kandidat med laudabilis. 3½ måned senere, den 11. november 1773 fik han bestalling som højesteretsadvokat. Overvejende praktisk som Colbjørnsens udvikling havde været, var det naturligt, at han aldrig blev en egentlig lærd jurist. Han stod i så henseende afgjort tilbage for broderen. Men det er som praktisk jurist og som embedsmand, han har vundet sit store navn, og højst sandsynlig har i så henseende hans uddannelse haft sine meget heldige sider. Han gjorde hurtig lykke som advokat ved sin skarphed i tanken og sin slagfærdige veltalenhed, og det var formodentlig som en anerkendelse deraf, at han 1776 fik titel af justitsråd, men han havde en skrøbelig helbred, han følte sig overanstrengt ved proceduren, og 1778 søgte han ekspectance på amtmandskabet i Stavanger Amt. Det ser ud, som om han ved denne lejlighed har fået løfte om embedet, når det blev ledigt, men da dette skete i 1781, blev dog ved en kongelig kabinetsordre en 21-årig adelsmand, P.U.F. Benzon, hvis kvalifikation var, at han havde dansk-juridisk eksamen, foretrukket for ham, uagtet Rentekammeret gjorde opmærksom på, hvor dygtig en ansøger Colbjørnsen var. Således måtte Colbjørnsen blive i København, hvad der skulle vise sig at være en stor lykke.

### For dygtig til afskedigelse
Imidlertid var han 1780 blevet kammeradvokat, en stilling, der knyttede ham nøje til Rentekammeret. Da han 1781 i et anfald af mismod over vanskeligheder ved sin stilling og måske også over sin sygelighed ønskede at blive fri for kammeradvokatstillingen, frarådede Rentekammeret det i en for ham meget smigrende forestilling til kongen, og det blev afslået med nogle stærke udtalelser om den kongelige tilfredshed og nåde. Båndet imellem ham og Kammeret blev endnu tættere, da Chr.D.F. Reventlow snart efter regeringsforandringen i 1784 blev stillet i spidsen for dette kollegium. Men samtidig kom Colbjørnsen efterhånden således på kant med Højesterets justitiarius, grev Osten, at han følte sin stilling utålelig. Vistnok blev der, hvad der måtte gælde for en begunstigelse, den 25. juni 1783 givet ham tilsagn om, at han, når han en gang fratrådte sin advokatur, skulle nyde "Anciennitet til Sæde og Løn" som højesteretsassessor ved forefaldende vakance, men at forholdet må være blevet meget slet, viste sig et par år senere. Da Colbjørnsen i en skrivelse til Rentekammeret den 21. marts 1785 havde udtalt sig spidst om et ham af Højesteret tilkendt salær i en sag, han havde ført som kammeradvokat, og Rentekammeret havde ytret sig på en tilsvarende måde til Kancelliet, gav det Osten anledning til ved en yderst nærgående skildring af Colbjørnsens Optræden at udvirke en kongelig resolution, som denne med rette fandt så unådig, at han få dage efter under påskud af sygelighed fratrådte sin advokatstilling den 9. juni 1785 og trak sig tilbage til en bondegård, han havde købt i Nærum. Kort efter at han havde opgivet sin plads, gav Osten atter i en ny skrivelse til regeringen sit had imod ham luft, blandt andet ved at fremstille ham som den, der under en sag, hvori ingen kontrapart var mødt, på en mistænkelig måde havde fordulgt et hoveddokument og derved let havde kunnet fremkalde en uretfærdig dom.

### Medlem af Den Store Landbokommission
Rentekammeret havde under alt dette gjort, hvad det kunde, for at støtte Colbjørnsen, og det varede ikke længe, inden dets chef, Reventlow, skaffede ham en glimrende oprejsning. Den 25. august 1786 udkom den kongelige resolution om sammenkaldelsen af Den Store Landbokommission, og blandt dem, Reventlow fik optaget i denne, var Colbjørnsen, der endog blev kommissionens sekretær og dermed den, der i virkeligheden ledede dens forhandlinger. Snart efter trådte han i 1787 ind i Højesteret som assessor. Da det første afsnit af landbokommissionens forhandlinger var endt 19. maj 1788, blev han nogle måneder senere, den 29. august 1788, til løn for sin udmærkede virksomhed i den hævet til at indtage den vigtige stilling som generalprokurør i Kancelliet. Han beklædte denne plads indtil 1804, da han blev udnævnt til justitiarius i Højesteret, i hvilket embede han virkede til sin død, den 17. december 1814.

### Hædersbevisninger
Samtidig var han avanceret med hensyn til titler og ordensdekorationer: han var 1790 bleven etatsråd, 1792 konferensråd, 1809 Kommandør af Dannebrog, 1811 storkors og i 1812 gehejmekonferensråd.

### Ægteskaber og familie
Han var 2 gange gift, 1. (1776) med en enke Johanne Mouritzen, f. Piper (død 1782), 2. (1782) med Engelke Margarete f. Falbe (d. 1848), datter af etatsråd J.C. Falbe. Han efterlod sig 4 døtre.

## Colbjørnsen og landboreformerne
Colbjørnsens hovedvirksomhed knytter sig til de store landboreformer, og han har ved den indlagt sig fortjenester som få her hjemme. Allerede inden han kom ind i Landbokommissionen, havde han i en betænkning, han efter Rentekammerets opfordring afgav om fæsteforholdet (den 4. marts 1785), udtalt de vigtigste af de grundsætninger, som han senere søgte at gennemføre på landbolovgivningens område; han var under det første afsnit af den store Landbokommissions forhandlinger en uovertræffelig sekretær, der ved flere "promemorier" gav et ypperligt grundlag for drøftelsen, og han affattede de udførlige, fortrinlig redigerede forestillinger, der lå til grund for de tvende hovedlove, forordningen af 8. juni 1787 om fæstevæsenets ordning og den af 20. juni 1788 om stavnsbåndets ophævelse. Må han end med hensyn til denne sidste lov dele æren med flere andre af Kommissionens medlemmer, særlig med Reventlow, hvis fortjeneste vel endog her er nok så stor som hans, så var fæsteloven af 8. juni 1787 næsten helt og holdent hans værk.
Efter at han var bleven generalprokurør, opgav han sin stilling som sekretær i Kommissionen, og han deltog senere, som det synes, kun lidet i dens forhandlinger; men dermed var hans arbejde for landboreformerne ingenlunde endt. Hans udnævnelse til generalprokurør havde for landbosagen den vigtighed, at det Danske Kancelli, hvis betydeligste medlem han var i en række år, blev draget over til at blive Rentekammerets og Landbokommissionens ivrige forbundsfælle. En række forordninger var et vidnesbyrd derom, især den af 19. marts 1790, ved hvilken regeringen fastslog, at det måtte opfattes som meningen af Danske Lovs 3-13-1 og 4, at alle fæstebreve skulle gælde for bondens og hans hustrus levetid. I de følgende år sluttede blandt andre de lovbestemmelser sig hertil, der tilsigtede at fremme afløsningen af hoveriet, indtil den afgørende hovedforordning derom udkom 6. december 1799. Ganske kort tid efter at Colbjørnsen var trådt ind i Kancelliet, blev det også overdraget ham i forbindelse med generalkrigskommissær Wildenrath at lede de såkaldte ekstrasessioner rundt omkring i landet for derved at gennemføre loven om stavnsbåndets løsning. Han gjorde dette med stor iver og dygtighed.

## Fritænker
Colbjørnsens virksomhed for landboreformerne stod i nøje sammenhæng med, at han stærkt var grebet af sin tids ideer. Man mærker dette på den ene side, hvor de så at sige gik i negativ retning, thi i religiøs henseende var han fritænker, om det end ikke fattedes ham på religiøs følelse; men det træder også stærkt frem ved den styrke, hvormed han omfattede det bedste i tidens stræben, dens humanitetsideer, dens lære om menneskerettighederne. Det er en hos ham idelig tilbagevendende sætning, at staterne er oprettede for at værne om borgernes frihed og sikkerhed, eller, som han også har udtrykt sig, "Menneskene have sluttet sig sammen i Stater for det almindelige bedstes Skyld, og derved forstaas det hele Selskabs og hvert enkelt Menneskes mulige Lyksalighed". Denne lyksalighed kunne kun findes i friheden: "Ingen Følelse er mere indprentet hos Mennesket end Lyst til Frihed ... Friheden er Naturens første og ypperligste Gave til den ædleste af sine Skabninger." Denne Colbjørnsens stærke følelse for friheden – vel at mærke den personlige frihed eller, hvad man den gang kaldte den borgerlige frihed, derimod ikke den politiske frihed – næredes ved en levende uvilje imod den standsulighed, der havde været fremherskende i tidligere tider. Han, der dog stod A.P. Bernstorff og Reventlow så nær, følte en instinktmæssig uvilje imod al adel i og for sig, og han afskyede alt, hvad der kunne kaldes aristokratiske forrettigheder. Det var da også hans opfattelse, at enevældens indførelse i 1660 var bleven nødvendig, fordi "Statslegemet svækkedes, og Folket mishandledes under Aristokratiets tunge Aag, uden at Kongerne (hvis Magt var indskrænket ved aftvungne Haandfæstninger) kunde afhjælpe den offentlige Nød, men maatte ofte med det sukkende Folk lade sig nøje med at beklage deres egen og Landets Skæbne". Altså kongen og folkets store masse var naturlige venner, forudsat at man fra begge sider forstod opgaven ret. I en tale, han holdt 1794, sagde han: "Regenter ere ikke de, der ved Misbrug have tiltaget sig dette ædle Navn. Nej! I Landsfædre, det er den eder af Folket overdragne Magt, vi hylde, det er denne, vi kalde Regering, det er eders herlige Daad, vi prise, naar vi se eder med vældig Haand at bryde Lenstyranniets forhadte Lænker, Tronens Rettigheder ere uadskillelige fra Folkets, fordi begges Fordele ere væsentlig de samme."

## Støtte for enevælden
Colbjørnsen stod, som man kan se heraf, fuldstændig paa den oplyste enevældes standpunkt. Han mente, som mange på hans tid, at netop ved den stærke kongemagt kunne den sociale ligheds og den personlige friheds sag bedst gennemføres. Og på denne sag satte han sin kraftige, ildfulde personlighed ind, den helligede han sine rige evner. Lige så højt man må beundre den arbejdsiver og nidkærhed, der udmærkede ham, lige så stærkt fængsles man af den skarphed i opfattelsen, den klarhed i fremstillingen og den kraft i bevisførelsen, der udmærke de betydeligere af hans betænkninger og indlæg. Hertil kom en veltalenhed, der ganske vist undertiden for meget har sin tids deklamatoriske præg til at kunne tiltale os, men hvori der dog også tit kan være en mægtig flugt og ægte pathos, og som i høj grad vakte samtidens beundring. Disse egenskaber i forbindelse med et rigt fond af spydig vittighed gjorde ham tillige til en farlig modstander, når det kom til alvorlige kampe. Og dem gave landbospørgsmålene jævnlig lejlighed til. Skade kun, at han mere end én gang lod sig rive hen af sit lidenskabelige temperament til at bruge kampmidler, der ikke var ham værdige. Således da han – for øvrigt med fuldstændig berettigelse og i mange henseender med glimrende held – rettede et voldsomt angreb imod de 103 jyske proprietærer, der i sommeren 1790 i et såkaldt "tillidsskrift", de overrakte kronprins Frederik, skarpt havde kritiseret de stedfundne reformer. Men heller intet kunde overgå den forbitrelse, han ved dette sit angreb på "Jydernes Proprietærer" vakte imod sig hos dem og deres venner. Særlig den lidenskabelige kammerherre Lüttichau til Aakjær og Dybvad gik løs på ham med så hidsige og ubesindige udtalelser, at Colbjørnsen sagsøgte ham og fik ham idømt en klækkelig bøde for injurier i 1791.

## Reformer af retsvæsenet
Stillingen som generalprokurør førte Colbjørnsen ind på en række andre lovgivningsarbejder. Hans indflydelse var så betydelig, at den største del af de mange Kancelliet vedrørende love, der udkom i det sidste tiår af det 18. århundrede, nøje stemte overens med hans forslag, ligesom det ved princip- og lovfortolkningsspørgsmål sædvanlig var hans mening, der blev fulgt. Flere af sine betænkninger med forslag til vigtige love offentliggjorde han i Schlegels tidsskrift "Astræa", og et fragment af ham over grundsætningerne til en ny kriminallov, som han udarbejdede, da han i 1800 var bleven medlem af en kommission, der blev nedsat for at arbejde i den retning, blev først trykt i "Juridisk Arkiv" XIX; senere udgav A.S. Ørsted det på ny i "Arkiv for Retsvidenskaben og dens Anvendelse" VI, idet han ledsagede det med et forord og nogle noter. Men det overvejende flertal af Colbjørnsens betænkninger og koncepter til lovforslag ligger endnu utrykt i vore arkiver. Da her kun eksempelvis kan nævnes enkelte af hans lovarbejder, skal blot anføres forordningen af 20. februar 1789 angående nærmere bestemmelse af straffe for tyveri og hæleri, forordningerne af 5. april 1793 om fængslernes bedre indretning, af 5. juli 1793 om en forbedret politiindretning for Københavns vedkommende, af 10. juli 1795 om forligelseskommissioners stiftelse og af 3. juni 1796 om rettens vedbørlige og hurtige pleje.
En fortrinlig affattelse og et sundt praktisk blik have altid været fremhævede som i høj grad udmærkende Colbjørnsens lovarbejder, ligesom de også vidne om organisationstalent og om evne til at fjerne unyttige omsvøb. Forordningen om indretningen af forligelseskommissioner virkede efter alle samtidiges skøn på en velgørende måde til at formindske processernes antal, og den om rettens hurtige og vedbørlige pleje betegnede et betydningsfuldt fremskridt i udviklingen af vor retspleje. Den fastslog i renset form en stor del af de sætninger, som igennem praksis havde givet processen en helt anden form end den i Danske Lov hjemlede og forudsatte. I kriminalprocessuel henseende betegner den et vendepunkt i udviklingen, i det den lod processen gå over til at blive, hvad den endnu er, inkvisitorisk i stedet for som tidligere akkusatorisk, og dette var efter de daværende forhold en utvivlsom forbedring, hvad enten man ser det fra anklagerens eller den tiltaltes side. Anvendelsen af benægtelsesed i straffesager forsvandt med det samme.
Den lyst, Colbjørnsen altid havde til at gøre almindelige grundsætninger gældende, viste sig også i hans rent juridiske betænkninger; men hvor stærkt han end her var påvirket af datidens forkærlighed for visse almenteorier, hvor abstrakt anlagt han end for så vidt var, så holdt hans sunde blik ham dog inden for de rette grænser. I det han på strafferettens område lige så godt, som når han drøftede landboforholdene, gik ud fra samfundets opgave at værne om borgerfrihed og borgersikkerhed i forening, søgte han alle vegne, hvor det var muligt, at bygge på grundlaget af datidens humanitetsideer. Han havde den instilling, at "Straffenes Grader bør afvejes paa Retfærdigheds Vægtskaal i Forhold til enhver Forbrydelses Natur. Men Retfærdighed bør ledes af Mildhed, saa at den i at beskytte imod Forurettelser paa den ene Side sætter tillige paa den anden Side Grænser for den fornærmede Medborgers Hævn." Det var udgående fra dette princip, at han fx ved straffene for tyveri søgte at få et billigere og mere passende forhold fastslået imellem misgerningens forskellige grader og straffene for dem, ligesom forordningen herom af 20. februar 1789 også har den betydning, at den indeholdt en anerkendelse af, at straf bør sigte til den dømtes forbedring.
Man mærker en lignende human ånd i forordningen af 5. april 1793 om en bedre indretning af fængslerne, for at "de, som formedelst Misgjerninger ere tiltalte og hæftede, ikke, medens Søgsmaal imod dem for Retterne forfølges, skulle udsættes for større Lidelser end de, der ere nødvendige Følger af deres Friheds Indskrænkelse og deres Personers Bevogtning, indtil deres Skæbne ved endelig Dom er bleven afgjort". I god overensstemmelse hermed fik han ved en forordning af 5. juli 1793 indført de to ekstraordinære sessioner af Højesteret i sommerens løb, som endnu pleje at holdes, og som skulle bruges til justitssagers afgørelse, især for ikke unødvendig at forlænge varetægtsarresten. Ved en anden forordning af samme dato fik han slået fast, at enhver, der ved en underordnet ret dømtes til strafarbejde, skulle, inden eksekutionen måtte begynde, spørges, om han ønskede appel.

## Spørgsmålet om trykkefriheden
Landboreformerne havde skabt Colbjørnsen en ganske overordentlig yndest i de toneangivende kredse i København, og hans ry nåede rundt omkring iblandt bønderne. Dette ry blev endnu større ved reskriptet af 3. december 1790 om trykkefriheden, som han vitterlig var fader til, og som gjorde ende paa den vilkårlige straffemyndighed, politimesteren siden forordningen af 20. oktober 1773 havde haft over for de forfattere, som regeringen ville til livs. Colbjørnsen gjaldt i flere år med rette som trykkefrihedens varme forsvarer. Men i længden var det umuligt for ham at gå sammen med adskillige af dem, der først i 1790-erne havde hørt til hans varme beundrere. Mens den franske revolutions påvirkning førte til, at mere eller mindre vidtgående politiske frihedsideer kom i omløb, holdt han fast ved, at enevælden måtte opretholdes i dens fulde omfang. Efterhånden, som kritikken af den dansk-norske stats forfatningsforhold under indflydelse af revolutionsideerne fik et mere og mere glubsk præg, slog regeringen løs med pressesager. Men dermed var bruddet imellem ham og de fremskredne førere for, hvad man kan kalde det liberale parti, afgjort. Han havde vitterlig sin del i, at pressesagerne blev anlagte, og man vendte sig med bitterhed imod ham som renegaten. Da der 1799 blev anlagt sag imod P.A. Heiberg for hans "Politisk Dispache" og "Sproggranskning", antog angrebene på Colbjørnsen, særlig fra Heibergs side, en yderst lidenskabelig, ja ligefrem fornærmende karakter.
Men endnu havde Colbjørnsen ikke vist lyst til at komme bort fra den gældende trykkefrihedsordning, og han bekæmpede endog ikke uden skarphed forslag, der fremkom i den retning. Da sendte kejser Poul i efteraaret 1799, forbitret over formentlige jakobinske lyster i Danmark, regeringen en truende opfordring til at tøjle pressen, og dette tryk fik ulykkeligvis i høj grad en forøget vægt ved den politiske stilling datiden, der bragte regeringen til såre nødig at lade det komme til et brud med Rusland. Men unægtelig passede kejser Pouls opfordring ikke ilde til de stemninger, der under forbitrelsen over pressens utvivlsomme udskejelser havde overhånd hos kronprins Frederik og i hans omgivelser. Det blev altså besluttet, at trykkefriheden skulle indskrænkes, og Colbjørnsen fik som generalprokurør ordre til at udarbejde en forordning med dette formål, i det der tillige blev tilsendt ham hovedtrækkene af et udkast til en sådan. Colbjørnsens egen opfattelse havde samtidig utvivlsomt undergået en forandring; han var blevet bitter over det hele omslag i stemningen, og hvor lidt han end selv ville tage initiativet til en ny forordning, synes han ikke uvillig at have adlydt den ordre, han fik. Således fremkom forordningen af 27. september 1799, der vistnok lod pressen i Danmark have en bedre stilling, end den havde i de fleste europæiske lande, men dog lige så sikkert indeholdt bestemmelser af langt mere reaktionær natur, end forholdene gjorde nødvendige.

## Colbjørnsen og fødselsaristokratiet
Det nøje Sammenhæng med forordningens tilblivelse var den gang ubekendt, og Colbjørnsens fjender fik travlt med at vælte hele ansvaret for den over på ham, ja med at sigte ham for at have fået den udstedt som et middel til hævn over P.A. Heiberg. Da nu også dennes domfældelse fulgte nær efter forordningen, blev Colbjørnsen genstand for et had, der ikke var mindre end den beundring, man havde vist for ham nogle år tidligere. Netop nu ramte også en alvorlig skuffelse ham. Den gamle kancellipræsident Chr. Brandt veg på denne tid sin plads, og Colbjørnsen måtte synes selvskreven til at blive hans efterfølger, men da blev han sat til side for en adelsmand, den for øvrigt vel begavede og grundhæderlige Frederik Moltke, der tidligere havde været stiftamtmand i Christiania Stift og nu var første deputeret i General-Toldkammeret. A.S. Ørsted har ment, at Colbjørnsens store upopularitet i dette øjeblik skræmte regeringen fra at give ham stillingen, men det er dog et spørgsmål, om ikke selve den reaktionsaand, som Colbjørnsen ved udarbejdelsen af forordningen af 27. september 1799 på en måde havde rakt hånden, her vendte sig imod ham. Det passede ikke til den at stille ham, den borgerlig fødte mand, i spidsen for det vigtigste regeringskollegium. Colbjørnsen synes tidligere at have stået i et venskabeligt forhold til Moltke, men han følte dog dennes udnævnelse som en bitter krænkelse. Da han som ung mand havde søgt amtmandspladsen i Stavanger, var en aldeles ukvalificeret adelsmand blevet foretrukket for ham, nu efter at han – bortset endog fra virksomheden i Landbokommissionen – i en række år havde gjort det betydeligste arbejde og båret det største ansvar på et af statsstyreisens vigtigste områder, så han sig atter tilsidesat for en adelsmand. Skønt han i flere år arbejdede i ydre god forståelse med Moltke og havde fortsat væsentlig del i vigtige lovarbejder, var der en brod i hans indre. Det var, som om den gamle bitterhed imod fødselsaristokratiet kun ventede på en lejlighed til at bryde løs.
Denne kom i 1803, da et andragende fra en borgerlig født mand, generaladjudant Lindholm, om at få sine døtre indskrevne i Vemmetofte Kloster bragte Colbjørnsen til at opstille den påstand, at retten til at opnå adgang til dette adelige kloster ikke alene tilkom de adelig fødte, men også døtrene af "embedsmænd i rangen". Sagen var tilsyneladende ikke af stor betydning, men da Moltke bestred rigtigheden af Colbjørnsens påstand, kom det til en kamp imellem dem, der vidnede om, at en dybere modsætning lå bag ved den. Med en påfaldende lidenskab greb Colbjørnsen lejligheden til over for sin adelig fødte modstander at skildre den aristokratiske ånd, som han mente efter Frederik IV’s død havde fået magten i Danmark. Det var tonen fra hans indlæg i landboreformsagen, men skærpet ved personlig bitterhed, der her atter kom frem. Ingen kan tage fejl af, at det skulle være et sidehug til Moltkes formentlig aristokratiske standpunkt, når han efter at have fremhævet det dødshug, landboreformerne havde rettet imod levningerne af "det stygge lensvæsen", udbryder: "Men Aristokratiets Aand turde maaske endnu skjule sig iblandt disse Ruiner og lure paa Fremtiden."
Skønt Colbjørnsen under debatten viste sig både Moltke og de andre kancellideputerede, der støttede denne, i høj grad overlegen, kan der næppe være tvivl om, at han med hensyn til det egentlige stridspunkt ikke havde ret. Derimod var det en vitterlig retshistorisk fortjeneste, at han henledte opmærksomheden på betydningen af de hidtil ganske oversete privilegier for de kongelige betjente af 11. februar 1679 og på det vidnesbyrd, de gav om Christian V’s ønske at hæve embedsstanden i klasse med adelen.
Efter denne strid holdt regeringen en fortsat samvirken imellem Colbjørnsen og Moltke for umulig, og for ikke at vise sig partisk fjernede kronprinsen dem begge fra Kancelliet, Moltke vendte tilbage til General-Toldkammeret som dets chef med titel af præsident, Colbjørnsen blev justitiarius i Højesteret, og denne stilling, i hvilken han åbenbart har følt sig lykkelig, beholdt han til sin død. Moltke og han var begge for brave mænd til at bevare naget imod hinanden. De udsonedes fuldstændig.

## Colbjørnsen og Norge
Colbjørnsens virksomhed for landboreformerne var særlig kommen Danmark til gode, men skønt han aldrig genså Norge, efter at han som ungt menneske havde forladt det, bevarede han kærligheden til det fuldt ud. Man ser ham også med Hensyn til det vise sig som den store bondeven, i det han stræbte at få fjernet, hvad der der oppe fandtes af et slags stavnsbånd ved det unge mandskabs forpligtelse til at tage tjeneste i de sogne, i hvilke det var født. I slutningen af sit liv havde han stor andel i omordningen af de med hensyn til odelsretten gældende bestemmelser.
Man kan forstå, hvor dybt Norges adskillelse fra Danmark ved Freden i Kiel måtte gå en mand som ham til hjerte. Han så for mørkt på den hele stilling i Europa til at tro på, at der ved Christian Frederiks udvælgelse til norsk konge skulle kunne banes vej til en genforening med Danmark. Lige så lidt troede han på, at Norge ville få lov til at blive stående som et rige helt for sig. Derimod håbede han, at der skulle kunne skabes det en friere stilling til Sverige. Med den tanke for øje gav han sine følelser for sine gamle landsmænd luft, i det han 19. maj 1814 skrev til Christian Frederik: "Søg derfor, min naadigste Herre, at tilmægle dette tro Folk de bedste Vilkaar, der nu (maaske aldrig siden) kunne erholdes som et føderativt Rige med Sverige. Aldrig har da nogen gavnet Norge saa meget som De. Da skal jeg velsigne Dem fra min Grav."

## Personlighed
Colbjørnsen var en sjælden udpræget personlighed. Han havde skarpe kanter, var herskelysten, tålte ikke let modsigelser, og hvor meget han end indtil det smagløse holdt af at tale om sine svage evner, havde han megen selvfølelse. Den tone, hvori han lod Kancelliet skrive til andre autoriteter, var ikke altid den behageligste. Men han var tillige en mand med varme følelser, med en flammende begejstring for folkets vel, med ædle formål og uforfærdet i at kæmpe for det, der efter hans overbevisning var det rette. Han syntes som skabt til at spille en stor rolle som statsmand i et land med en fri forfatning, men blev han, enevældens embedsmand, end indskrænket til overvejende at virke i kommissioner og i et regeringskollegium, var det dog lykkeligvis på et tidspunkt, da det gjaldt store sociale spørgsmål, og hvor der var lejlighed for en rig personlighed til også at gøre sig gældende for offentligheden. Man kan beklage, at forordningen af 27. september 1799, der ikke har været til velsignelse, er redigeret af ham, men det kan ikke fordunkle hans store fortjenester eller svække højagtelsen for ham som karakter.

## Død og begravelse
Det gik Colbjørnsen som mange stærke og tillige kantede, men i grunden ædle naturer, at alderdommen mildner dem uden dog at svække dem. En af hans yngre venner har skildret hans dødsleje på følgende måde: "Ja end skue vi ham, den blide, elskværdige Olding, hvis matte Legeme er nedbøjet under en langvarig Sygdoms utaalelige Lidelser, men hvis evig unge Sjæl tindrer i det levende Øje, fremlyser i hele hans sindrige Tale og modner hvert Arbejde, der, skjønt udkastet paa Sygelejet, synes at bære Præg af Ungdommens usvækkede Kraft. Rigets dueligste, Rigets første Embedsmænd samles hos ham for at bevidne Oldingen, der staar ved Gravens Bred, deres mest uskrømtede Medlidenhed; men Colbjørnsen taler, man lytter paa den sunde Sjæls Ytringer, Sygdommen glemmes, spillende Vid og dyb Granskning kappes om fortjent Bifald. Sygestuen vorder Visdoms Skole, og mangen en Tanke, vigtig for Danmarks Fremtids Lykke, undfanges ved Colbjørnsens Smerteleje."
Han er begravet på Assistens Kirkegård.